# Ausführliche und deutliche Anweisung zur Rational-Rechnung
Die Abhandlung Ausführliche und deutliche Anweisung zur Rational-Rechnung ist ein musiktheoretisches Werk von Georg Andreas Sorge (1703–1778), welches er 1749 in Lobenstein veröffentlichte. Der vollständige Titel lautet: Ausführliche und deutliche Anweisung zur Rational-Rechnung, und der damit verknüpfften Ausmessung und Abtheilung des Monochords, Vermittelst welcher man Die musikalische Temperatur, So wie sie die heutige Praxis erfordert, welche allen, so mit der Musik, wie auch mit Orgeln- und Instrumenten-Machen umgehen, zu verstehen so nöthig als nützlich, So genau als es das Gehör zu fassen vermag, nicht nur auf unterschiedlichste Arten ausrechnen, sondern auch bis auf ein Haar ausmessen, und folglich auf Orgeln und allerhand andere Instrumente bringen kann. Nebst einer ausführlichen Nachricht von dem neuen Telemannischen Intervallen System. Zu Beförderung reiner Harmonie, um mehrerer Deutlichkeit willen Gesprächs-weise gestellet und ans Licht gegeben von  Georg Andreas Sorgen / Gräfl. Reuß-Plauischen Hof- und Stadt-Organisten zu Lobenstein, und der correspondirenden Societät der musikalischen Wissenschaften in Deutschland Mitgliede. Lobenstein, Im Verlag der Verfassers. 1749

## Bedeutung
In einer Zeit, in der die musiktheoretische Fachdiskussion mehr und mehr überging von den mathematischen Betrachtungen des Tonsystems und der Intervallverhältnisse zu den Fragen einer Musiktheorie, die mathematische Berechnungen für  entbehrlich hielt, setzte Sorge mit einem gehaltvollen und komplexen Werk einen als wenig modern empfundenen musiktheoretischen Kontrapunkt. Nach seinen Veröffentlichungen (Anweisung zur Stimmung und Temperatur, 1744; Vorgemach der musicalischen Composition, 1745 und Gespräch zwischen einem Musico theoretico und einem Studioso musices, 1748), die sich einer ähnlichen Thematik gewidmet hatten, war die Schrift zur Rational-Rechnung die bedeutendste Sorges. Die genannten  Schriften sind im Zusammenhang mit den Diskussionen innerhalb der  Correspondierenden Societät der musicalischen Wissenschaften des Bachschülers Lorenz Christoph Mizler zu sehen. Sorge wurde im Anschluss an Johann Sebastian Bach 1747 als 15. Mitglied in diese Socität aufgenommen und war lebhaft an dem Streit um das von Georg Philipp Telemann 1743 vorgelegte Neue musikalische System beteiligt. Der berühmte Hamburger Komponist, der ebenfalls Mitglied von Mizlers Societät war, hatte ein Tonsystem vorgeschlagen, bei dem die Oktave in 55 Kleinstintervalle unterteilt werden sollte. Für die so entstandenen Töne hatte Telemann auch bereits 55 verschiedene Tonbezeichnungen vorgeschlagen: Der Ton c konnte beispielsweise maximal dreifach durch Kreuze erhöht werden und führte als Prime ohne Vorzeichen zur kleinsten Prime, es folgte die kleine Prime mit einem Kreuz (ces), die große Prime mit zwei Kreuzen (cex) und die größte Prime mit drei Kreuzen (cexes).
Telemann, der von Mitgliedern der Societät zur mathematischen Beschreibung seines mikrotonalen Systems aufgefordert worden war, wollte sich dieser Aufgabe nicht stellen, da er eine Präzisierung in Form exakter mathematischer Beschreibungen für überflüssig hielt. Es gab Mitglieder der Societät, beispielsweise Christoph Gottlieb Schröter, die diesem System Telemanns skeptisch gegenüberstanden.  Der der Sozietät fernstehende Johann Adolph Scheibe befürwortete dagegen diesen Vorschlag. Sorge nahm Kontakt zu dem heute nahezu unbekannten Mathematiker Johann Christoph Breitfeld auf, mit dessen Hilfe es gelang, Telemanns System gegenüber der Societät mathematisch exakt zu beschreiben. Breitfeld hatte die Größe des Telemann’schen Kommas mit 405073:400000 berechnet und
Sorge dazu eine auf logarithmischer Grundlage erstellte Tabelle zu Telemanns
System zukommen lassen. Ausgehend von log(½) = 0,3010299.9565 gab er den
55. Teil dieses dekadischen Logarithmus mit 0,00547327265 an (S. 223). Rund um diese Zentralaussage des Buches rankt sich ein dialogisch zwischen Lehrer und Schüler angelegtes Unterrichtsgespräch, zu grundsätzlichen Betrachtungen der Rational-Rechnung zum Tonsystem. Breitfeld hatte Sorge von der Anwendung der logarithmischen Methode in musiktheoretischen Fragestellungen so überzeugt, dass der Musiktheoretiker die zehnte Lektion seiner Rational-Rechnung dieser Thematik widmete. Er veröffentlichte eine Logarithmustabelle von 1 bis 1000 und schloss Übungen zu dieser Rechenart an. Auf der Basis dieser Tabelle war es nicht nur möglich, den 55. Teil der Oktave anzugeben, sondern auch die exakte mathematische Beschreibung des Teilung der Oktave in zwölf Halbtöne konnte jetzt mit dem logarithmischen Wert 2508 7/12 angegeben werden. Zwar hatten bereits Andreas Werckmeister, Georg Heinrich Bümler und Johann Georg Neidhardt die gleichschwebende Temperatur gefordert, aber Sorge war es nun gelungen, die Größe dieses Halbtons genau zu bestimmen.

## Aufbau
Einleitung Seite 1.

I. Lection von den Verhältnissen der Intervallen, deren Geschlechtern und Benennung. 20.

II. Lection, vom Monochord. 63.

III. Lection von der Addition der Verhältnisse. 70.

IV. Lection von der Subtraction der Verhältnisse. 83.

V.  Lection von der Theilung der Verhältnisse. 118.

VI. Lection von der Multiplication der Verh. 126.

VII. Lection von der Berechnung und Abmessung einer Temperatur. 131.

VIII. Lection von der würklichen Ausübung der durch die Rechen- und Meß-Kunst erlangten Theorie von der Temperatur. 196.

IX. Lection von dem Intervallen System des Herrn Capellmeister Telemanns 200.

X. Lection von der logarithmischen Rechenkunst 238.

XI. Lection von der rational-gleichen Temperatur nach der logarithmischen Rechenkunst, nebst einer Anweisung zur Extraction der Quadrat- und Cubic-Wurtzel, und Anleitung wie solche bey der Berechnung der rational-gleichen Temperatur anzuwenden. 263.

Herrn Cämmerer Breitfelds Berechnung der rational-gleichen Temperatur per  numeros logarithmicos. 294.

Eben desselben Berechnung einer bey nahe rational-gleichen Temperatur durch Combinirung der Quinten- und Quarten-Cirkel. 296.

Eben desselben geometrische Vertheilung des Commatis ditoniei in 12. ingleichen der Diesis in 3. und des Excesses 648:625 in 4. gleiche Verhältnisse, nebst deutlicher Anweisung wie solche nach Herrn Neidhardts Methode bey der Berechnung der rational-gleichen Temperatur anzuwenden. 299. seqq.

## Rezeption
Mizler, der vermutlich Anfang der 1750er Jahre von Sorges Rational-Rechnung erstmals Kenntnis genommen hatte, äußerte gegenüber Meinrad Spieß den – dann aber nicht umgesetzten – Plan, Sorges Rational-Rechnung im ersten Teil des vierten Bandes der Musikalischen Bibliothek zu rezensieren. Die Zurückstellung der Rezension könnte zurückzuführen sein auf Mizlers Wertschätzung, denn eine schnell geschriebene kritische Rezension wäre angesichts der Gründlichkeit von Sorges Ausarbeitungen nicht redlich gewesen. Die Rational-Rechnung erforderte ein gründliches Studium, zu welchem Mizler in diesen Jahren keine Zeit erübrigen konnte. Mizler war jedenfalls an der Diskussion über die von Telemann eingebrachte Thematik sehr interessiert und erörterte diese unmittelbar mit dem Hamburger Capellmeister.  Die Zurückstellung der Rezension könnte aber auch mit den societätsinteren Machtkämpfen zwischen Mizler und Sorge zusammenhängen. Aus der Korrespondenz zwischen  Mizler und Spieß geht hervor, dass dieser sich ebenfalls mit Sorges Rational-Rechnung befasst hatte. Immerhin hatte Sorge ihm vier Exemplare zukommen lassen. Auch der von dieser musiktheoretischen Schrift besonders betroffene Capellmeister Telemann und vermutlich auch alle anderen Mitglieder der Societät, wahrscheinlich auch Johann Sebastian Bach, hatten Sorges Traktat zur Kenntnis genommen. Dass Bach an derartigen mathematischen Fragen desinteressiert gewesen sei, wurde zwar von dessen zweitältestem Sohn  mehrfach behauptet, aber Nachweise aus erster Quelle liegen für diese Vermutung nicht vor. Carl Philipp Emanuel Bach stand als Patensohn Telemanns den Ansichten des "modernen" Hamburger Komponisten sehr nahe, manche "trockenen" Kontrapunkte seines Vaters waren dem Sohn und den Freunden des galanten Stils hingegen fremd.

## Internet
- Ausführliche und deutliche Anweisung zur Rational-Rechnung, Lobenstein 1749. Quelle online.